# Чёрный альпинист
Чёрный альпини́ст — мифическая сущность, призрак, персонаж истории, участие которого является важной частью фольклора альпинистов стран бывшего СССР.
Согласно легенде, чёрный альпинист был когда-то живым человеком, но погиб в горах при загадочных обстоятельствах и теперь бродит по горам, иногда встречаясь с альпинистами и вступая с ними в контакт. Описывается как фигура человека с неразличимым лицом, закрытым чёрной маской или просто очень тёмным, в чёрной одежде. Встречи с ним происходят исключительно в горах, часть рассказчиков говорят, что видели его только со значительного расстояния, но есть и такие рассказы, которые описывают встречу «лицом к лицу» и даже общение с ним. Легенду о чёрном альпинисте иногда связывают с наблюдениями реликтовых гоминидов, якобы встречающихся в горах. Существует также версия, что легенда о чёрном альпинисте возникла как следствие системных галлюцинаций, вызываемых длительным кислородным голоданием в условиях высокогорья.
В переносном смысле «чёрными альпинистами» могут называть избыточно рискующих спортсменов, например, альпиниста, не использующего страховку, или альпиниста, ходящего по склону в одиночку.

## Варианты легенды о чёрном альпинисте
История появления чёрного альпиниста и его поведение при встрече с людьми имеют множество различных вариантов, не похожих друг на друга. Но в основном все истории складываются в четыре шаблона:

### «Поиски виноватого»
В этом варианте легенды говорится, что чёрный альпинист — это один из двух альпинистов, когда-то отправившихся на парное восхождение. Иногда подчёркивается, что двое альпинистов имели какой-то предмет раздора, например, были влюблены в одну и ту же девушку. При восхождении один из пары сорвался, другой же, связанный с партнёром страховочной верёвкой, то ли опасаясь за свою жизнь, то ли вспомнив о раздоре, не стал вытаскивать его, а просто перерезал верёвку. Иногда уточняется, что тело погибшего не было найдено.
Погибший и стал тем самым чёрным альпинистом. Рассказывают, что он бродит по горам, пытаясь найти того, по чьей вине погиб. Ночью он заглядывает в палатки к спящим альпинистам, смотрит на их лица и уходит. Подчёркивается, что застать его за этим невозможно — он подходит только тогда, когда все крепко спят. Если чёрный альпинист, заглянув в палатку, увидит вместо лица альпиниста его ноги, он может вытащить спящего за ноги из палатки, чтобы посмотреть на его лицо. Рассказчики могут ссылаться на якобы реальные случаи, когда улёгшийся спать в палатке ногами к выходу просыпался снаружи.
В этом случае обычно считается, что встреча с чёрным альпинистом — предвестник несчастья или неудачи.

### «Оберегатель»
Второй вариант легенды описывает группу альпинистов, в которой сложились плохие отношения между участниками. Группа попала в нештатную ситуацию, заблудилась (подробности могут рассказываться по-разному), и люди стали пропадать и гибнуть один за другим. В группе был только один человек, который до последнего сохранял присутствие духа, пытался сплотить группу и спасти оставшихся в живых. В конце концов и он погиб, но после смерти остался в горах, чтобы присматривать за альпинистами и помогать им.
В этой версии встреча с чёрным альпинистом сама по себе ничем плохим не угрожает, более того, чёрный альпинист может помочь. Однако встреча с ним может быть признаком того, что есть какая-то напряжённость в отношениях между альпинистами.

### «Подайте хлебушка…»
Третий вариант — страшилка для молодых. В первые ночёвки на леднике молодым рассказывается легенда об альпинисте, который пошёл вниз за хлебом для группы и не вернулся, замёрз в снегах, высох на ветру, почернел на солнце. Но душа его не успокоилась, так и ходит по ледникам, всё ищет хлебушка — и будет неладное с тем, кто ему хлебушка не подаст. Легенда разыгрывается по ролям — верующие/не верующие, долго и упорно обсуждается и т. д.
Ночью молодых отправляют спать, дожидаясь того момента, пока они успокоятся и будут в полусне, тогда кто-нибудь из старичков мажет руку чёрным, тихо засовывает её в палатку и загробным голосом просит: «Подайте хлебушка…» — реакция соответствующая.
Есть и продолжение этой байки — ситуация развивается по вышеуказанной схеме, за исключением того, что руку мажет ещё кто-нибудь, втайне от первого Чёрного Альпиниста, и после слов «Подайте хлебушка…» кладёт ему руку на плечо и загробным голосом вопрошает: «А зачем тебе мой хлебушек?..»

### «Никто не виноват»
Четвёртый вариант — добрый дух. Шла группа альпинистов в гору, но вдруг человек, шедший в конце связки, поскользнулся и упал в щель, где потерял сознание. Остальные пытались до него докричаться, но, не получив ответа, решили, что их друг погиб, и обрезали верёвку.
Через некоторое время наш герой очнулся и увидел горных духов, предлагающих ему исполнить одно его желание:
— Хочешь ли ты вернуться домой или к своей группе?
— Нет, они уже отпустили меня, они пережили уже достаточно потрясений.
— Тогда может ты хочешь наказать оставивших тебя друзей?
— Нет, они уже сами себя наказали.
— Тогда чего-же ты хочешь?
— Я хочу так же как вы, вечно ходить по горам.
Духи исполнили желание альпиниста. Теперь он ходит по горам, и встречается альпинистам.
Иногда Чёрный альпинист заводит людей в ловушку, а иногда спасает их.

## Чёрный альпинист как фольклорное явление
Доктор исторических наук, археолог А. М. Буровский свидетельствует:
О встречах с «чёрным альпинистом» есть много историй разной степени достоверности, но во всех случаях «чёрный альпинист» расправляется с «плохими» и награждает «хороших». Справедливость торжествует в самой примитивной форме: «плохие» замерзают, срываются со скал, ломают руки и ноги, выбивают зубы и так далее. А «хорошие» проходят маршрут, выздоравливают и даже обнаруживают на взятых вершинах неведомо чьи склады с морем спирта и тоннами тушёнки.А. М. Буровский, А. А. Бушков. «Сибирская жуть» (глава «Чёрный альпинист»)
В этом качестве «Чёрный альпинист» стоит в одном ряду с прочими фольклорными персонажами, о которых ходят байки в среде туристов, альпинистов, спелеологов, археологов и прочих профессиональных и любительских сообществах, для которых характерно более-менее длительное нахождение группами в условиях дикой природы. Известны рассказы о «чёрном спелеологе» (вариант — «белом спелеологе»), «чёрном геологе», «чёрном археологе», «чёрном лыжнике».
Подобные персонажи выполняют двоякую роль: они используются как традиционное средство «ритуального» запугивания новичков, одновременно поддерживая традиции правильного поведения (с точки зрения профессиональной деятельности, экологичности, техники безопасности, поведения в коллективе). Плохие события, связанные с этими персонажами, происходят в рассказах с теми, кто нарушает писаные или неписаные правила: в одиночку удаляется от группы в опасных условиях, оставляет мусор, конфликтует с товарищами, присваивает еду из общего запаса, проявляет эгоизм и склочность и так далее. Наоборот, помощи от «чёрного специалиста» может ожидать тот, кто в любых обстоятельствах ведёт себя правильно, сам не оставляет за собой мусора, по возможности исправляет последствия чужого «плохого» поведения, работает правильно и аккуратно, не отказывает в помощи другим.
… утверждать мораль, общую для всех путешествующих, им было так же необходимо... Мораль эта действительно едина: не гадить в лесу и максимально исправлять последствия чужой пакостливости. Входя в брошенное жилье, снять шапку, поклониться, спросить разрешения. Уходя, непременно оставить дрова и запас еды, хотя бы небольшой.
В персонификации нравственных правил нуждается всякое сообщество путешествующих, например, охотники или собиратели трав. У охотников это чаще всего бывают не призраки, а старые, давно умершие охотники. Если даже такой уважаемый всеми охотник похоронен на сельском кладбище, молва обязательно припишет ему захоронение в тайге, в «охраняемом» им месте. Если же охотник погиб в лесу или завещал себя похоронить в тайге, совсем хорошо – ему ещё увереннее приписываются свойства лешего: охранять Закон, карать нарушителей. Нарушителей карают двумя способами – или заставляют плутать по лесу, или отнимают у них добычу.
…
Археологи и другие полевики нуждаются в подобных персонажах. По своему социальному положению и роду занятий они несравненно ближе к охотникам, нежели к туристам, но — люди городские — они создали особый профессиональный фольклор.
По крайней мере, такова одна из причин существования «чёрно-белых специалистов».А. М. Буровский, А. А. Бушков. «Сибирская жуть» (глава «Туристы и „экспедишники“»)
Но здесь надо оговорить сразу два обстоятельства:
1. В «чёрного альпиниста» верят серьёзно. О нём рассказывают-таки иначе, чем о деревянных идолах, которые гоняются за новичками. «Чёрному альпинисту» оставляют еду, вплоть до отдельной миски «сами знаете для кого», отставляемой на праздниках на край стола. Во имя его дают еду малознакомым, всем, кто попросит, – а вдруг это «чёрный альпинист»?!
Но верят – всерьёз.

2. Есть много вполне достойных людей, уверяющих, что лично видели «чёрного альпиниста». Это самый обычный человек, который может расспрашивать тебя о чем-то, просить о какой-то мелочи… И которого можно распознать по очень тёмному цвету лица и по тяжёлому запаху. Впрочем, у очень многих альпинистов из-за горного ультрафиолета сильно темнеет лицо (знаменитый горный загар), а запах от людей, не мывшихся в бане по две-три недели, а то и месяца, обычно исходит довольно плотный.А. М. Буровский, А. А. Бушков. «Сибирская жуть» (глава «Чёрный альпинист»)
По предположению Буровского, история про чёрного альпиниста родилась в среде красноярских альпинистов, поднимавшихся на «столбы» — выходы сиенитовых скал на правом берегу Енисея. В дальнейшем она распространилась и в других альпинистских сообществах. Кроме того, Буровский предположил, что прочие «чёрные специалисты» являются «потомками» чёрного альпиниста, то есть рассказы о них сформировались по аналогии, возможно, смешавшись с другими байками, ходящими в соответствующей среде.

## Чёрный альпинист в массовой культуре
В серии компьютерных игр «S.T.A.L.K.E.R.» рассказы про Чёрного Сталкера обыгрывают сюжеты про Чёрного Альпиниста: их можно услышать у костра от сталкеров, травящих анекдоты. Например, решил пошутить опытный сталкер над неопытными и, рассказав про Чёрного Сталкера, когда все уснули, стал ходить по палаткам, приговаривая «Водички… Водички попить…», и вдруг чувствует на плече чью-то руку и слышит голос «А тебе моя водичка зачем нужна?..», и т. п.